# 今江祥智
今江祥智（日语：／ Imae Yoshitomo ?，1932年1月15日—2015年3月20日）是日本儿童文学作家、翻译家。
1999年获授紫绶褒章，2005年获授旭日小绶章。

## 生平
1932年生于日本大阪市，经历过大阪大空襲。二战结束后在同志社大學文学部英文系学习。毕业后曾在名古屋的一所中学担任英语教师。1960年来到东京，在福音馆书店担任编辑。同年发表处女作《山的对面是大海》。曾与灰谷健次郎、手塚治虫、谷川俊太郎等著名作家交流。1968年返回关西，在京都圣母女学院短期大学讲授儿童文学课程。1981年退职，专门从事儿童文学创作。
2015年3月20日上午6時47分因肝癌去世。遗体告別式于23日下午2時在京都市東山区举行。

## 作品
知名作品《少爷》，1971-1973年在《教育评论》杂志连载，是一部讲述二战时期大阪亲身经历的自传体小说。1976年出版的《大哥》是第二部续集，1981年的《我们的妈妈》，及1985年《牧歌》是该丛书的第三、四部。他的其他一些作品还被改编成电视剧，1980年代在NHK上播出。

## 获奖情况
《少爷》（日本理论社）获得日本儿童文学者协会奖，《哥哥》（日本理论社）获得日本野间儿童文艺奖，《拨浪鼓的生命》（片山健绘，日本童心社）获得日本小学馆儿童出版文化奖，《开始学认字》（长谷川义史绘）获得日本绘本奖。
1999年：紫绶褒章
2005年： 旭日小绶章。

## 中文译本
- 今江祥智 文; 上野纪子 绘. . 故事名作绘本系列. 由崔维燕翻译. 二十一世纪出版社. 2009年. ISBN 9787539143538.
- 今江祥智 文; 宇野亚喜良 绘. . 故事名作绘本系列. 由崔维燕翻译. 二十一世纪出版社. 2009年. ISBN 9787539143576.